# Aspidosperma quebracho-blanco
Aspidosperma quebracho-blanco är en oleanderväxtart som beskrevs av Diederich Franz Leonhard von Schlechtendal. Aspidosperma quebracho-blanco ingår i släktet Aspidosperma och familjen oleanderväxter. Inga underarter finns listade i Catalogue of Life.